# Tijgersalamander
De tijgersalamander (Ambystoma tigrinum) is een fors gebouwde salamander uit de familie molsalamanders (Ambystomatidae). De soort werd voor het eerst wetenschappelijk beschreven door Jacob Green in 1825. Oorspronkelijk werd de wetenschappelijke naam Salamandra tigrina gebruikt.

## Uiterlijke kenmerken
Deze salamander komt in vele kleurvariaties voor, afhankelijk van de ondersoort, zie onder de externe links. De ribben zijn duidelijk zichtbaar in de huid, dit zijn de zogenaamde costale groeven. Meestal hebben de dieren een grijze of zwarte ondergrond met witgrijze of witgele vlekken, echter andersom, een lichte ondergrond met donkere vlekken is ook mogelijk. Het zijn forse dieren die tot 30 centimeter lang kunnen worden.
De larven hebben een spitse kop en leven maximaal een half jaar voor de metamorfose ze volwassen maakt. Soms vertoont deze soort neotenie, maar alleen als de larven in extreme omstandigheden terechtkomen zoals diepe putten. Hier kunnen bepaalde hormonen niet worden aangemaakt als gevolg van een tekort aan bepaalde mineralen. In fossiele lagen uit het Pleistoceen zijn larven van deze soort gevonden die meer dan 40 centimeter lang waren.

## Verspreiding en habitat
De tijgersalamander komt voor in delen van Noord-Amerika, in de Verenigde Staten, Mexico en Canada. De salamander wordt in een deel van het verspreidingsgebied met uitsterven bedreigd. Hierdoor heeft de soort geen echt groot verspreidingsgebied meer, maar enkele versnipperde populaties. Deze soort is sterker aan water gebonden dan de meeste molsalamanders en blijft vaak in de buurt van poeltjes met een modderbodem.

## Levenswijze
Het voedsel bestaat uit insecten en de larven, slakken en wormen, ook kleine vissen en keverlarven worden soms gegeten.